# Морертаун (Вірджинія)
Морертаун (англ. Maurertown) — переписна місцевість (CDP) в США, в окрузі Шенандоа штату Вірджинія. Населення — 973 особи (2020).

## Географія
Морертаун розташований за координатами 38°55′54″ пн. ш. 78°27′52″ зх. д. / 38.93167° пн. ш. 78.46444° зх. д. (38.931750, -78.464333).  За даними Бюро перепису населення США в 2010 році переписна місцевість мала площу 5,61 км², з яких 5,60 км² — суходіл та 0,01 км² — водойми.

## Демографія
Згідно з переписом 2010 року, у переписній місцевості мешкало 770 осіб у 305 домогосподарствах у складі 203 родин. Густота населення становила 137 осіб/км².  Було 337 помешкань (60/км²).
Расовий склад населення:
| - 95,8 % — білих - 1,8 % — чорних або афроамериканців - 0,5 % — азіатів - 0,1 % — корінних американців |

До двох чи більше рас належало 1,3 %. Частка іспаномовних становила 1,6 % від усіх жителів.
За віковим діапазоном населення розподілялося таким чином: 24,3 % — особи молодші 18 років, 60,6 % — особи у віці 18—64 років, 15,1 % — особи у віці 65 років та старші. Медіана віку мешканця становила 40,4 року. На 100 осіб жіночої статі у переписній місцевості припадало 109,8 чоловіків;  на 100 жінок у віці від 18 років та старших — 99,0 чоловіків також старших 18 років.
Середній дохід на одне домашнє господарство  становив 52 691 долар США (медіана — 43 036), а середній дохід на одну сім'ю — 56 409 доларів (медіана — 44 107). За межею бідності перебувало 21,3 % осіб, у тому числі 47,0 % дітей у віці до 18 років та 17,1 % осіб у віці 65 років та старших.
Цивільне працевлаштоване населення становило 398 осіб. Основні галузі зайнятості: освіта, охорона здоров'я та соціальна допомога — 26,4 %, будівництво — 12,6 %, науковці, спеціалісти, менеджери — 11,8 %.